# Kostel svatého Karla Boromejského (Vídeň)
Kostel svatého Karla Boromejského, německy zvaný Wiener Karlskirche, nebo pouze Karlskirche je barokní kostel, který se nachází na Karlově náměstí ve 4. vídeňském městském obvodě Wieden. Kostel byl postaven za panování císaře Karla VI. a byl projevem díků za odvrácení epidemie, která postihla na 8000 obyvatel Vídně.

## Dějiny kostela

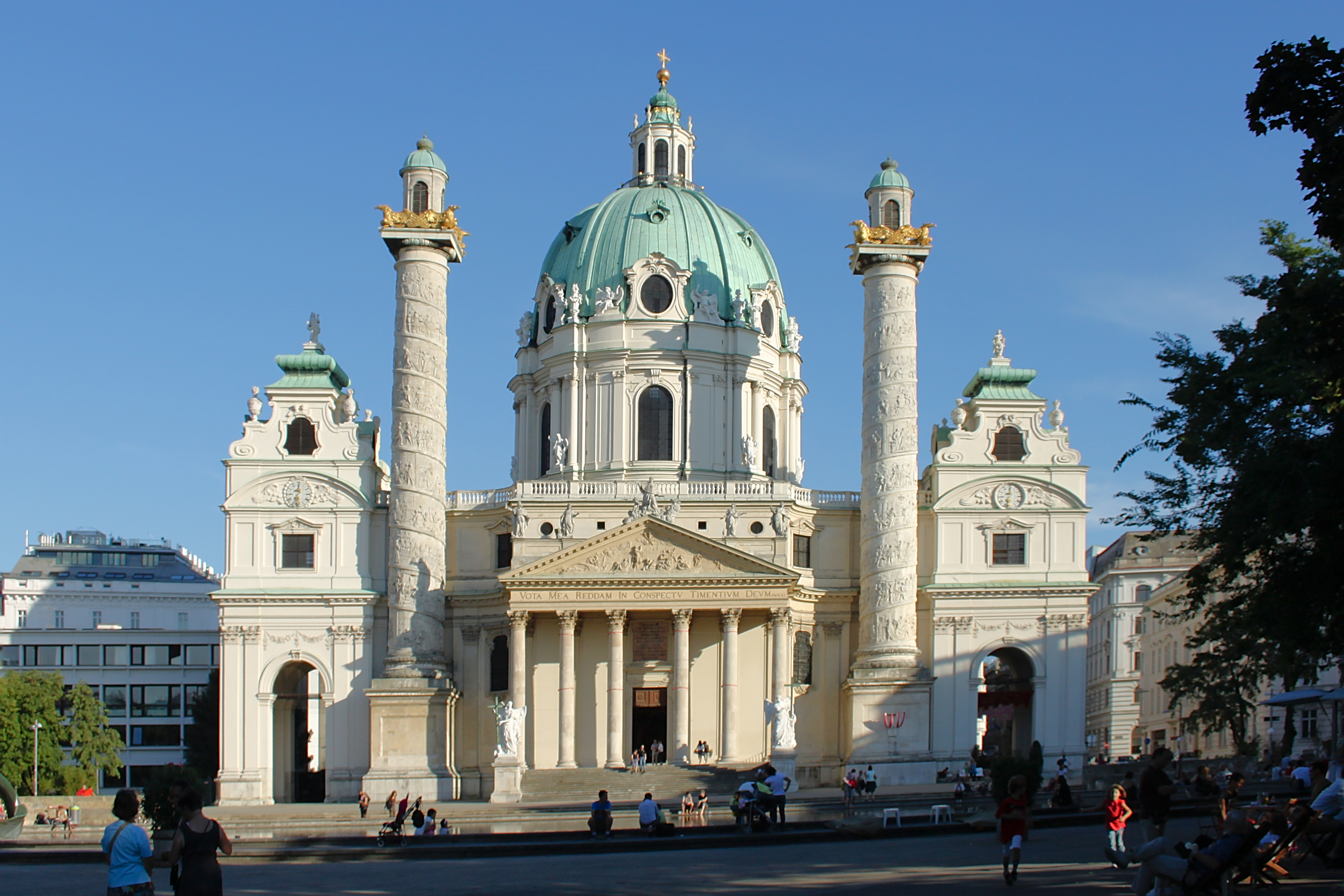
Karlskirche, západní průčelí

Císař Karel VI. dne 22. října roku 1713 přislíbil, že dá za odvrácení morové epidemie postavit votivní kostel. Po odeznění moru roku 1714 byla vypsána Architektonická soutěž, kterou vyhrál rakouský dvorní architekt Johann Bernhard Fischer von Erlach, který stavbu kostela vedl spolu se svým synem Josephem Emanuelem. Projekt chrámu ve stylu monumentálního římského baroka deklaroval jako kombinaci inspirace Byzancí (chrám Hagia Sofia) s Římem (antický Trajánův sloup). Kostel byl postaven v letech 1715 až 1737, kdy byl vysvěcen. Kostel má délku 80 m a šířku 60 m, kupole dosahuje výšky 72 m. K duchovní správě kostela povolal císař Karel VI. z Prahy křížovníky s červenou hvězdou, kteří v roce 1950 o správu přišli a vystřídal je Opus Dei. Po restituci nároků z let 1990-1992 opět v kostele s klášterní budovou působí dodnes.

## Výzdoba

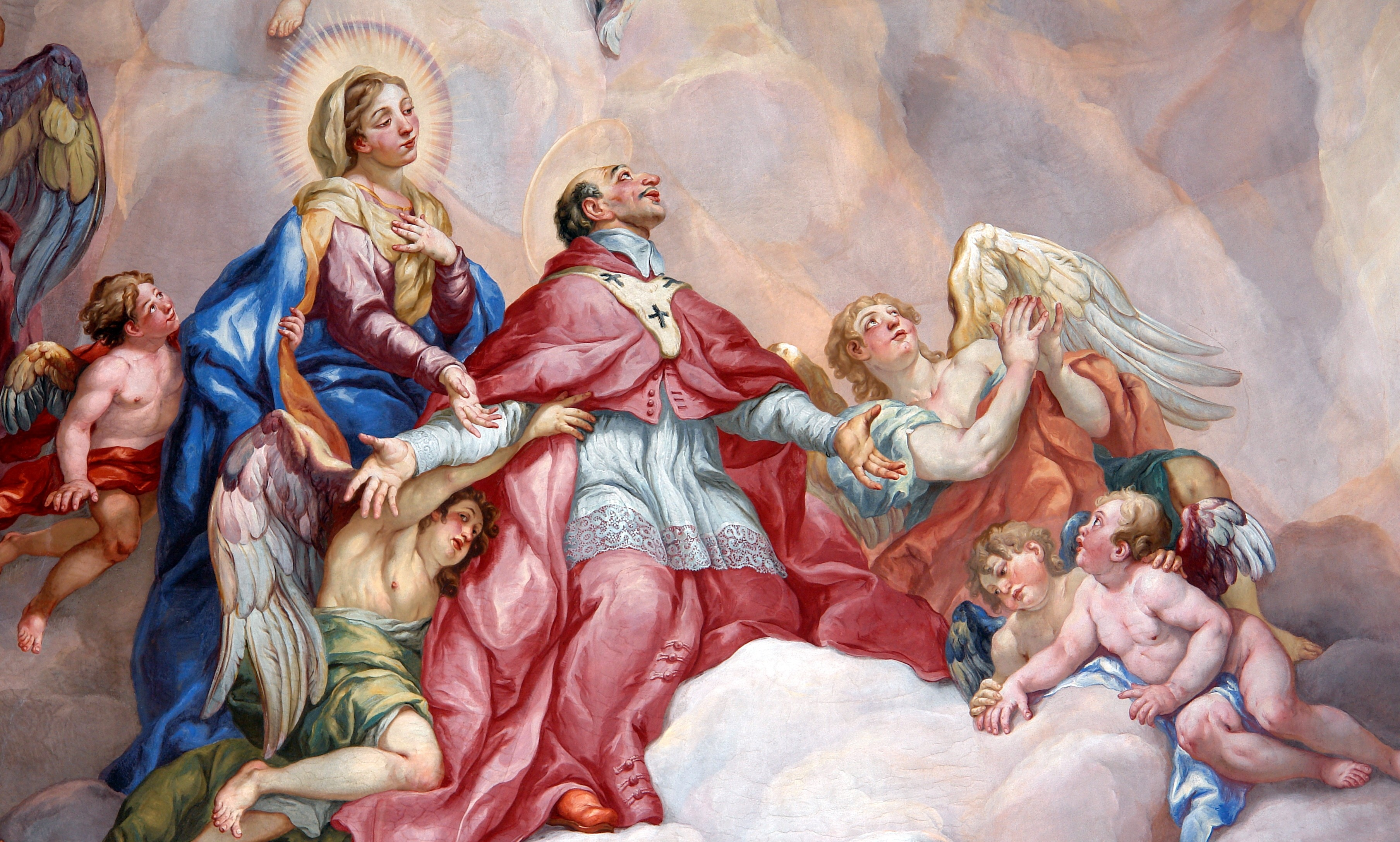
Karel Boromejský v doprovodu Panny Marie žádá o spásu nemocných

Vnitřní výzdobu obstarali: Johann Michael Rottmayr vymaloval fresku v kupoli s námětem: Karel Boromejský s pannou Marií žádají Nejsvětější Trojici o přímluvu za spásu lidu, trpícího epidemií. Oltářní obrazy v obou oválných kaplích na severní a jižní straně provedl: Martino Altomonte, jsou to: svatý Lukáš maluje madonu, Svatá Alžběta ošetřuje nemocné.  Obraz Kristus a římský setník v křestní kapli namaloval  Daniel Gran. 
Architekturu hlavního oltáře navrhl B.Fischer z Erlachu, model sochy Nanbevzetí sv. Karla Boromejského na oblaku dodal Ferdinand Maxmilián Brokof. Ostatní plastickou výzdobu vytvořila trojice sochařů: Johann Baptist Mader, Johann Baptist Straub a Jakob Christoph Schletterer, vesměs z bílého laaského mramoru, výzdoba stěn a sloupů je barevné stucco lustro, napodobující mramor.

## Kruchta a muzeum
Na kruchtě jsou varhany z roku 1739, které byly v 19. století přestavěny dílnou Antona Seybertha. Přes kruchtu se prochází do bočních prostor s klášterním muzeem (ve sbírce jsou osobní památky na Karla Boromejského - jeho kardinálský klobouk a štola, stříbrná preciosa, obrazy a socha Krista vjíždějícího na oslu do Jeruzaléma). Po schodišti se vystupuje až na střechu s vyhlídkou. V kupoli je zavěšeno 8 zvonů.

## Kaple sv. Anežky České

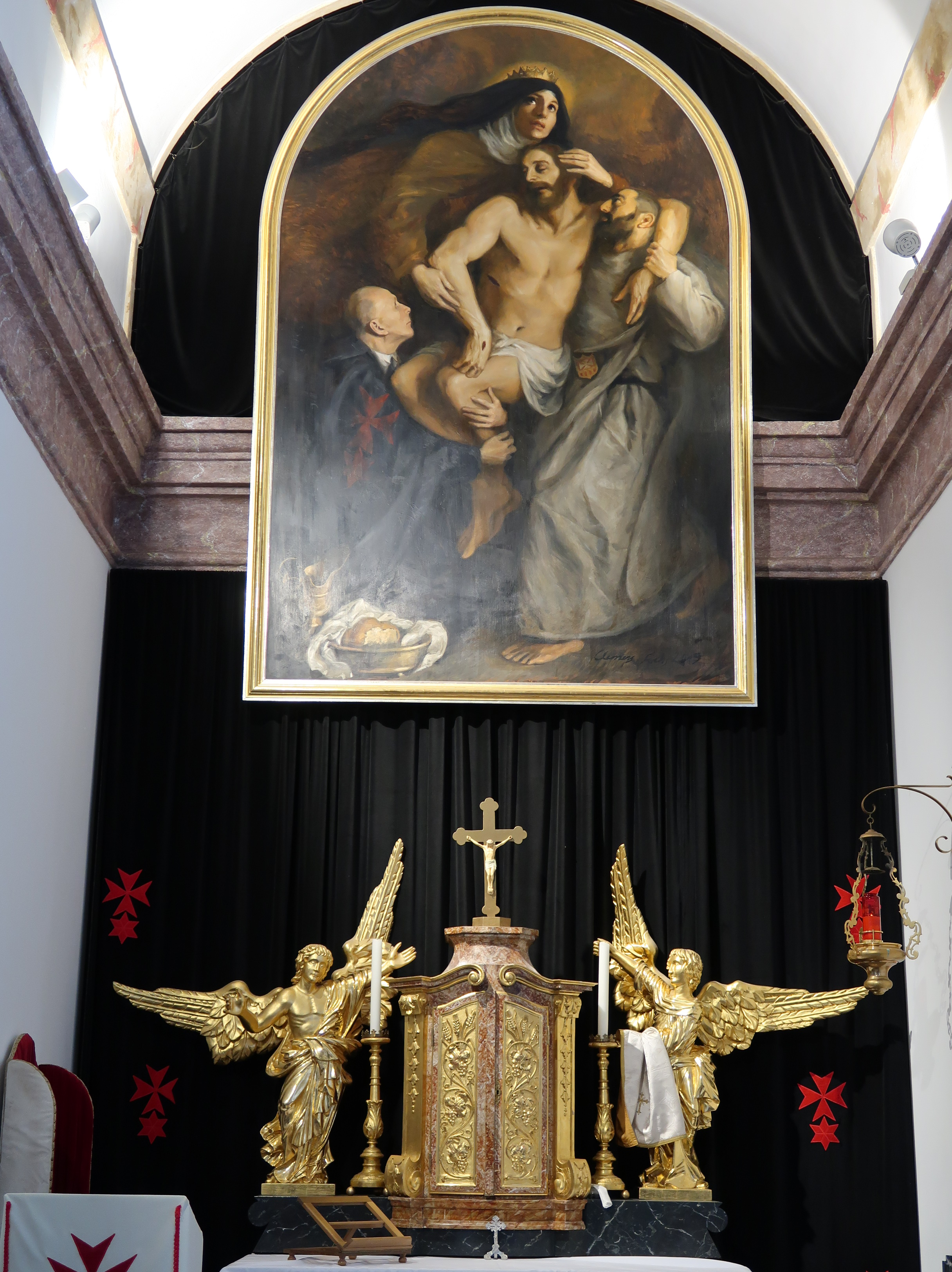
Oltář sv. Anežky České

Kaple sv. Anežky České byla v roce 2015 vybavena novým oltářním obrazem Svatá Anežka pečuje o nemocného, který namaloval Clemens Fuchs.